# Alt chinook
L'alt chinook, també conegut com a Kiksht, Columbia Chinook, i Wasco-Wishram pel seu únic dialecte viu, és una llengua amenaçada del Pacífic Nord-oest dels Estats Units. Tenia 69 parlants el 1990, dels quals 7 eren monolingües: cinc wasco i dos wishram. Pel 2001 encara quedaven cinc parlants de wasco.
És l'última de les llengües chinook vives. La darrer parlant fluent, Gladys Thompson, va morir en 2012. La seva tasca fou reconeguda per la Legislatura d'Oregon en 2007.
Dos nous parlants aprenien kiksht a la reserva índia de Warm Springs en 2006. EL Northwest Indian Language Institute de la Universitat d'Oregon formà una agrupació per ensenyat kiksht i Numu a les escoles de Warm Springs. Hom pot aconseguir arxius d'audio i vídeo de kikshta l'Arxiu de Llengües Amenaçades.

## Dialectes
- Cascades, (també conegut com a Watlalla o Watlala) ara extingit (†).
- Clackamas, avui extingit (†); era parlat al nord-oest d'Oregon entre els rius Clackamas i Sandy.
- Hood River, avui extingit (†).
- Multnomah (†) era parlat a l'illa Sauvie i a l'àrea de Portland al nord-oest d'Oregon.
- Wasco-Wishram
- White Salmon, avui extingit (†).

El Kathlamet ha estat classificat com un dialecte a part; ja que no hi ha intel·ligibilitat mútua.